# Dagathia brunnea
Dagathia brunnea là một loài tò vò trong họ Ichneumonidae.